# Rasmus Vinding
Rasmus Vinding (* 19. März 1615 in Vindinge, heute Fuirendal bei Næstved auf Seeland; † 4. September 1684) war ein dänischer Professor in Kopenhagen.
1622 wurde sein Vater nach Herlufsholm versetzt, wo Rasmus bis 1632 zur Schule ging. Bis 1635 besuchte er die Schule in Kopenhagen. 1638 begab er sich auf Auslandsreisen nach Leiden und Paris. Sodann besuchte er die Universität von Angers und danach das große Jesuitenkollegium in La Flèche. Dort verfasste er die politische Schrift De Regno hæreditario et electivo (Über das Erb- und Wahlkönigtum). In La Flèche erhielt er von Bischof Brochmand die Berufung zum Rektor in Sorø. Er begab sich nach Sorø und erwarb 1641 den für das Amt erforderlichen Magistergrad. So übte er bis April 1646 erfolgreich das Rektoramt aus. Da ihm der Schuldienst nicht zusagte, zog er sich ins Privatleben zurück, bis er im Februar 1648 einen Ruf an die Universität Kopenhagen als Professor für Griechisch erhielt. Er erwarb sich in dieser Stellung hohes Ansehen, war 1658 bis 1672 Vertreter der Trinitatis-Kirche und von 1660 bis kurz vor seinem Tod auch von der Kirche Unserer Lieben Frau. Am 16. Juli 1649 heiratete er die Tochter des Professors Jakob Fincke Margarethe. Als diese 15. August 1650 starb, heiratete er die Tochter des Bischofs Jacob Matthiesen von Aarhus Ingeborg, eine Verwandte seiner ersten Frau. So kam er in die Gelehrtenaristokratie Kopenhagens.
Nach der großen Belagerung Kopenhagens von 1658 bis 1660 wurde er für die Universität Deputierter auf dem großen Reichstag von 1660. Dort erhielt er Gelegenheit, seine Gedanken über Erbkönigtum und Absolutismus, die er zwanzig Jahre zuvor in Frankreich entwickelt hatte, fortzuführen. Schon 1660 wurde er Assessor im königlichen Kanzleikollegium, und um die gleiche Zeit im Obersten Gerichtshof. 1664 begleitete er den Kanzler Peder Reedtz nach Norwegen, um dort am Aufbau eines Obersten Gerichtshofs mitzuwirken. 1661 wechselte er vom Lehrstuhl für Griechisch auf den freigewordenen Lehrstuhl für Geschichte und Geographie. Aber wegen seiner vielen Verpflichtungen im Staatswesen wurde er von Vorlesungen befreit. 1679 wurde er Kanzleirat, 1680 Justizrat und 1684 Etatsrat.

## Mitwirkung an der Gesetzesentwicklung
Obgleich er keine volle Juristenausbildung genossen hatte, so hat er doch zu seiner Zeit den größten Einfluss auf die dänische Rechtsentwicklung gehabt. Das Danske Lov ist zu wesentlichen Teilen sein Werk. Er war nicht von Anfang an dabei gewesen, sondern wurde erst Mitglied der dritten Gesetzgebungskommission. Bis dahin hatte Peder Lassen den größten Einfluss auf das Gesetz gehabt. Bis zu Lassens Tod herrschte ein erbitterter Kampf zwischen den beiden über die endgültige Gestalt des Gesetzes. Vinding fertigte 1669 einen neuen Entwurf, der fortschrittlicher war als ein 1667 erarbeiteter Entwurf der Kommission. Letztendlich wurde der Entwurf von Vinding im Wesentlichen angenommen und 1683 Gesetz.